# Walnut Grove (condado de Sumner)
Walnut Grove es un lugar designado por el censo ubicado en el condado de Sumner en el estado estadounidense de Tennessee. En el Censo de 2010 tenía una población de 864 habitantes y una densidad poblacional de 69,25 personas por km².

## Geografía
Walnut Grove se encuentra ubicado en las coordenadas 36°29′20″N 86°36′21″O / 36.48889, -86.60583. Según la Oficina del Censo de los Estados Unidos, Walnut Grove tiene una superficie total de 12.48 km², de la cual 12.48 km² corresponden a tierra firme y (0%) 0 km² es agua.

## Demografía
Según el censo de 2010, había 864 personas residiendo en Walnut Grove. La densidad de población era de 69,25 hab./km². De los 864 habitantes, Walnut Grove estaba compuesto por el 97.57% blancos, el 1.27% eran afroamericanos, el 0.46% eran amerindios, el 0.12% eran asiáticos, el 0% eran isleños del Pacífico, el 0.46% eran de otras razas y el 0.12% pertenecían a dos o más razas. Del total de la población el 2.08% eran hispanos o latinos de cualquier raza.